# Лікарня Червоного Хреста у Дніпрі
Лікарня Червоного Хреста у Дніпрі — зруйнований багатопрофільний медичний заклад, побудований частково коштом організації Червоного хреста, історично перспективний медичний дослідницький центр .

## Історія створення, розвитку та початку стагнації лікарняного комплексу

#### Передумови створення та початок історії лікарні
З огляду на вкрай низьке співвідношення лікарів до населення та обмежену кількість лікарняних ліжок, ситуація з медичним обслуговуванням у Катеринославській губернії наприкінці XIX — на початку XX століття була далекою від ідеальної. Важливо відзначити, що, попри певне збільшення кількості лікарень, динаміка не свідчила про стале покращення: на одного лікаря в місті припадало майже 9 тисяч осіб, а в повітах цей показник був ще гіршим. Дефіцит лікарняних ліжок також залишався суттєвою проблемою, особливо з огляду на зростання населення. 
У таких умовах надзвичайно важливу роль відігравали ініціативи громадських організацій, зокрема Катеринославського відділення Червоного хреста. Під керівництвом князя Миколи Урусова товариство зробило вагомий внесок у розширення медичної інфраструктури міста. Ідея будівництва дитячої лікарні Червоного хреста стала відповіддю на гостру потребу в медичних закладах для найуразливіших категорій населення. Проект передбачав створення лікарні з кількома відділеннями — терапевтичним, інфекційним і хірургічним. Цікавим є також задум щодо подальшого розвитку закладу: планувалося заснування Фребелівського інституту та дитячого притулку. Такий підхід свідчив про довгострокове бачення розвитку медицини та соціальної допомоги в регіоні. Не менш важливим був і поступовий розвиток аптечної мережі, що відображав загальні тенденції покращення доступу до медичних послуг у містах. Водночас головними чинниками, що сприяли розбудові системи охорони здоров'я, залишалися фінансова підтримка з боку держави та приватних осіб, а також вплив зовнішніх подій, зокрема воєн. 

#### Наступний розвиток лікарні, найкращі роки
Під час Першої світової війни лікарня Червоного хреста стала важливим центром медичного обслуговування для поранених солдат, її перепрофілювали на головний військовий шпиталь, здатний вмістити 200 ліжок. У цей період діяльність організації під керівництвом Миколи Урусова мала значний вплив на медичне забезпечення на фронті, зокрема, він активно працював як заступник головноуповноваженого Червоного хреста Південно-західного фронту, а з початком румунського вторгнення його діяльність поширилася на румунський фронт та Чорноморський регіон.

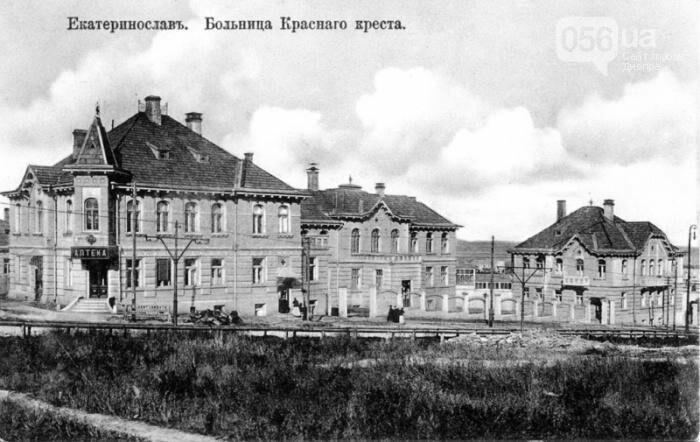
Лікарня Червоного хреста 1916 рік

У 1925 році тут був відкритий Дім для сліпих, де надавалася медична та соціальна допомога людям із сліпотою та значними порушеннями зору.
У 1932 році незавершена церква при лікарні була переобладнана під навчальний заклад, а саме зварювальний технікум. У 1936 році на базі лікарні створюється обласний інститут невідкладної хірургії. B 1934 - 1936 роки до головного корпусу, що виходить на вул. Короленка, прибудували ще один поверх. 
У період нацистської окупації лікарня виконувала функції німецького шпиталю. Втім з її лікарів, які не були евакуйовані було самоорганізовано цілу підпільну партизанську сіть. Таким чином, багато лікарів та лікарського персоналу героїчно продемонстрували себе, іноді жертвуючи собою заради допомоги. 

#### Інноваційний відділ переливання крові
У двадцятих роках минулого століття, схоже, кілька медичних установ почали працювати над новими методами, серед яких було щось із переливанням крові. Проте, згодом виявилось, що це не було так просто, і інші заклади змогли впровадити ці методи тільки через кілька років. Під час війни заклади медичної допомоги зазнали перетворень, зокрема, було перепрофільовано багато закладів у шпиталі, які працювали за іншими стандартами. Декілька установ у місті, можливо, спеціалізувалися на переливанні крові протягом тривалого часу, надаючи доступ не лише до самої крові, але й до її частин. 

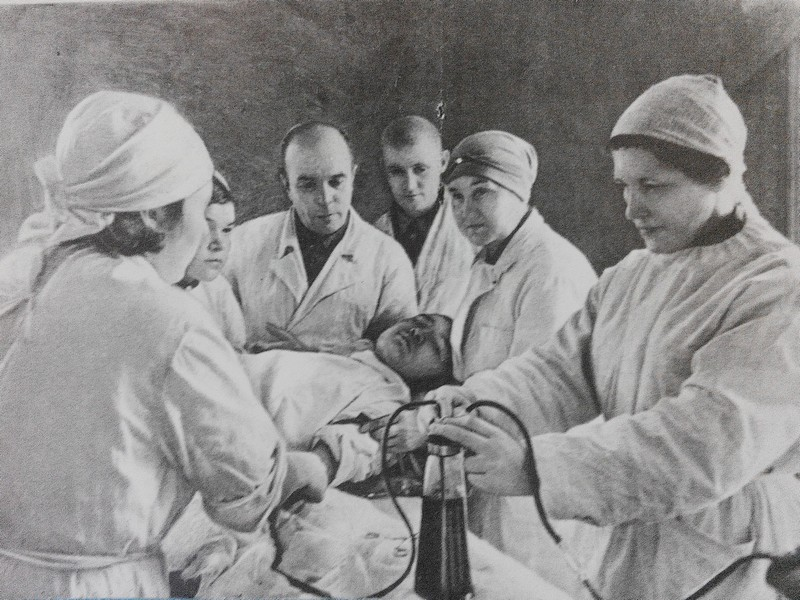
Евакуаційна бригада лікарні Червоного хреста переливання крові у фронтовом шпиталі часів Другої світової війни

Згодом, інші зміни і перенаправлення обласних закладів на нові території не могли залишити поза увагою те, як у деяких місцях почали активно використовувати нові техніки і методи. У той же час, якісь дослідження і розробки з донорства та переливання крові знову набули популярності. Тож навіть під час певних змін в історії регіону, науковці та лікарі не полишали своїх зусиль для вдосконалення медичних процедур, хоча ситуація змінювалася в залежності від подій.

## Поступова стагнація
З початку 1950-х років, одна з будівель лікарні, раніше призначена для церкви, була перетворена на училище культури. У 1960-х роках зварювальний технікум, що на той час вже носив ім'я Є. О. Патона, переїхав на іншу адресу. В післявоєнний період деякі приміщення лікарні стали базою для онкологічного диспансеру, де вперше почали використовувати променеву терапію. Всі ці процеси проходили на фоні активної медичної та наукової роботи. Так, у звітних документах 1950-х років зазначалося, що онкологічна мережа області включала диспансер і кілька пунктів, але через нестачу обладнання й ресурсів багато операцій обмежувалися малими втручаннями. У той час диспансер не мав достатнього захисту від радіації, і лікарі самостійно обирали ризиковані способи транспортування радіоактивних матеріалів, як це сталося з лікарем Туровською. Справжні зміни сталися лише в середині 50-х років, коли диспансер отримав нове обладнання. 

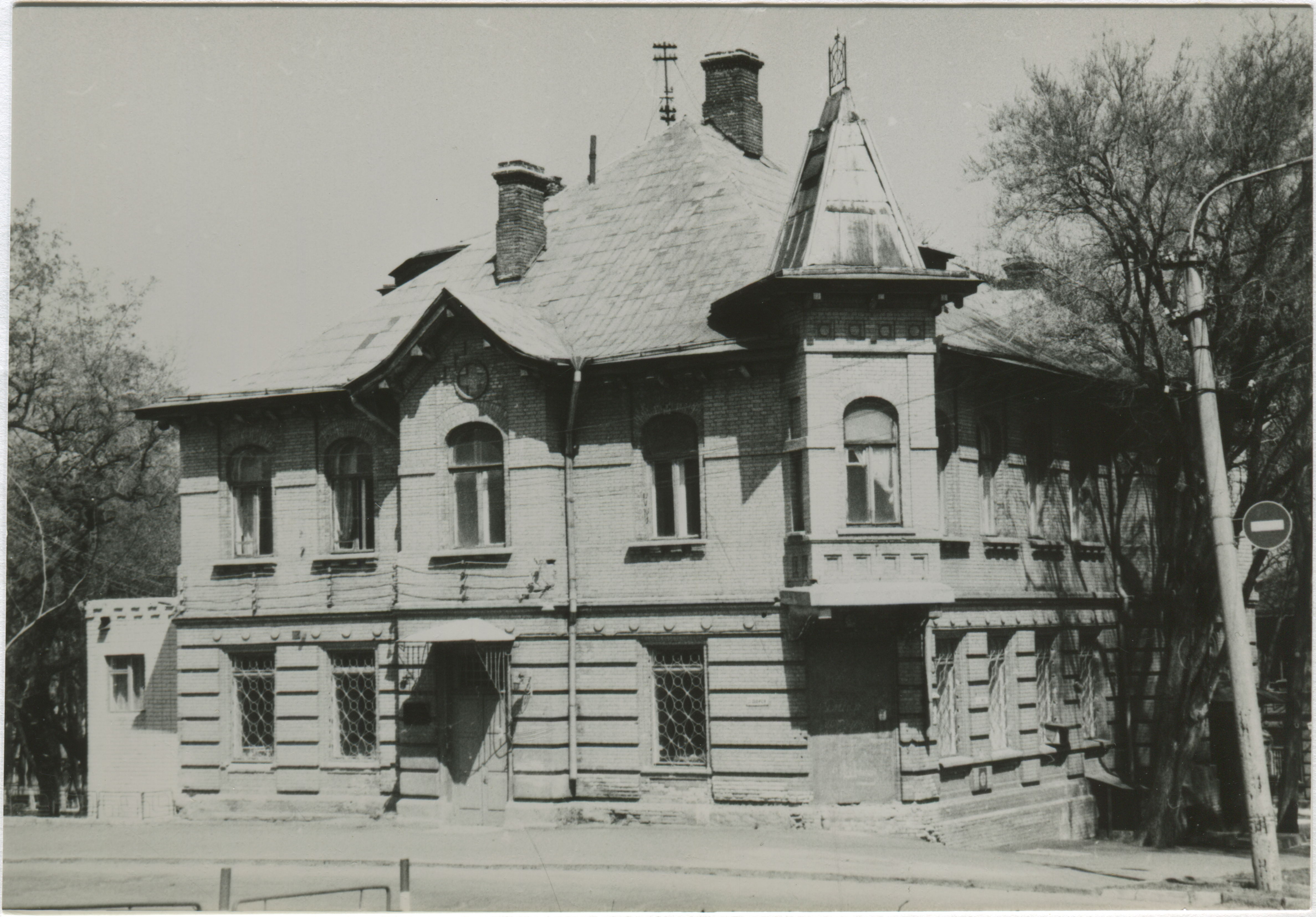
Лікарня у 1967 році

До 1970-80-х років лікарня продовжувала розвиватися, зокрема через введення нових методик у судинну хірургію. Попри невеликий обсяг лікувальних заходів порівняно з іншими установами, це відділення відзначалося впровадженням інноваційних методів і навіть самостійно розробленими методиками для діагностики та лікування хворих. Прикладом інновацій у медичній практиці лікарні є прилад, розроблений кандидатом медичних наук Ф. М. Зусмановичем у 1986 році, який дозволяв вводити кисень безпосередньо в кров. Це значно вдосконалило лікування судинних захворювань і стало важливим кроком у розвитку нових підходів до лікування таких хвороб. Завдяки цьому пристрою вдалося розробити ефективні методи лікування судин, зокрема пластичні операції на артеріях та венах, які до цього часу ніхто не наважувався робити. Лікарі вивчали нові методи протягом кількох років і, до 1986 року, виконали понад двадцять таких складних операцій.

## Остаточна руйнація лікарні
У 2012 році сталася пожежа, що зруйнувала майже всі перекриття на другому поверсі, залишивши будівлю без даху. 2017 року земельну ділянку, на якій розташовувалася лікарня, придбала компанія "Будівельно-монтажне товариство Дніпро". Проте питання охорони культурної спадщини не було враховано: суд ухвалив, що будівля не відповідає критеріям пам'ятки архітектури, і землю було звільнено від обмежень. У 2019 році було розпочато знос частин комплексу, зокрема, 1 травня знесли кутову будівлю. Остаточно всі рештки лікарні були знесені до березня 2020 року.

## References
1. 1 2  https://dv-gazeta.info/old/4/zdes-byli-bolnitsa-krasnogo-kresta-i-kultprosvetuc.html.
2. ↑  https://dnepr.web2ua.com/strojka-radi-kotoroj-snesli-bolnicu-krasnogo-kresta-kak-idet-stroitelstvo-zhk-zheneva-v-dnepre-7592/
3. ↑  https://gorod.dp.ua/image2.php?news_id=167030&art_id=1&&n=2
4. ↑  https://www.gorod.dp.ua/news/167030
5. ↑  https://vesti.dp.ua/chto-imeem-ne-hranim-dnepr-okonchatelno-lishilsya-unikalnogo-istoricheskogo-zdaniya-foto/
6. ↑  Архівована копія. Архів оригіналу за 12 березня 2022. Процитовано 8 лютого 2024.{{cite web}}:  Обслуговування CS1: Сторінки з текстом «archived copy» як значення параметру title (посилання)
7. ↑  https://dpchas.com.ua/zhizn/sekretnye-laboratorii-zhutkie-tayny-bolnicy-krasnogo-kresta-v-dnepre